# Heure d'Afrique occidentale
| Bleu clair | Heure du Cap-Vert (UTC−1) |
| Bleu       | Temps moyen de Greenwich (UTC±0)                                                                                               |
| Rouge      | Heure normale d'Europe centrale / Heure d'Afrique de l'Ouest (UTC+1)                                                           |
| Ocre       | Heure d'Afrique centrale / Heure normale d'Europe de l'Est / Heure normale d'Égypte / Heure normale d'Afrique du Sud / (UTC+2) |
| Vert       | Heure d'Afrique de l'Est (UTC+3)                                                                                               |
| Turquoise  | Heure de Maurice / Heure des Seychelles (UTC+4)                                                                                |

1. ↑  Les îles du Cap Vert se trouvent à l'ouest du continent africain.

1. 1 2  Maurice et les Seychelles se trouvent respectivement à l'est et au nord-est de Madagascar.

Pour les articles homonymes, voir WAT.

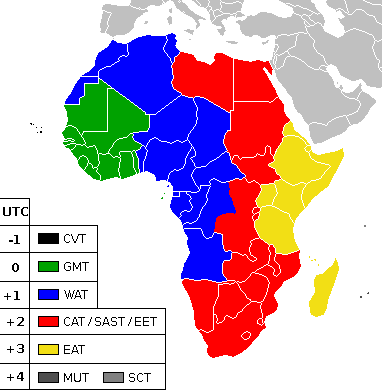
Fuseau horaire de l'Afrique occidentale en bleu.

L'heure d'Afrique occidentale, West Africa Time en anglais ou WAT, est un fuseau horaire utilisé dans le centre-ouest de l'Afrique. C'est l'un des noms du fuseau UTC+1, en avance d'une heure par rapport au temps universel coordonné, qui correspond aussi à l'heure normale d'Europe centrale.

## Pays concernés
L'heure d'Afrique occidentale est utilisée par les pays suivants :
- Algérie
- Angola
- Bénin
- Tchad
- Cameroun
- République centrafricaine
- République démocratique du Congo (régions occidentales)
  - Bandundu
  - Bas-Congo
  - Équateur
  - Kinshasa
- Guinée équatoriale
- Gabon
- Maroc
- Niger
- Nigeria
- République du Congo
- Tunisie

## Géographie
Un grand nombre des pays de cette zone se trouvent de part et d'autre de l'équateur. Ils ne constatent donc pas tout au long de l'année de variations significatives dans la durée du jour et de la nuit.

## Heure d'été
La Namibie utilise l'heure d'été, ou West Africa Summer Time (UTC+2), de septembre à avril, jusqu'en 2017. Elle restera cependant à UTC+2 toute l'année après 2017, c'est-à-dire Central African Time. Puisqu'il s'agissait du seul pays du fuseau West Africa Time à observer l'heure d'été, le nom West Africa Summer Time n'aura plus lieu d'exister.